# Pseudoparlatoria fusca
Pseudoparlatoria fusca är en insektsart som beskrevs av Ferris 1941. Pseudoparlatoria fusca ingår i släktet Pseudoparlatoria och familjen pansarsköldlöss. Inga underarter finns listade i Catalogue of Life.